# Janik Feiner
Janik Feiner (* 1994) ist ein Schweizer Unihockeyspieler, der beim Nationalliga-A-Verein UHC Uster unter Vertrag steht.

## Karriere
Feiner debütierte 2011 für Chur Unihockey in der Nationalliga A. In der Saison 2017/18 verfügte Feiner über eine Doppellizenz mit dem Partnerverein UHC Sarganserland. 2018 wurde Feiner vom Nationalliga-A-Vertreter Kloten-Bülach Jetts unter Vertrag genommen. Nach dem Abstieg der Jets in die Nationalliga B wechselte er zum UHC Uster.